# 心叶假水苏
心叶假水苏（学名：Stachyopsis lamiiflora），为唇形科假水苏属下的一个植物种。